# Az arany meg az asszony
Az arany meg az asszony Kenessey Jenő Krúdy Gyula színdarabjából írt, a Magyar Állami Operaházban 1943. május 8-án bemutatott egyfelvonásos operája. A szerző egyetlen alkotása a műfajban.

## Az opera története és szövegkönyve
Krúdy Gyula összesen négy színdarabot írt, ezek közül az egyik Az arany meg az asszony, Kenessey ezt használta fel librettóul, az eredeti prózai szövegen semmilyen változtatást nem eszközölt. A prózai darabot mindössze egyszer játszották Budapesten 1918. október 1-jén az Apolló Kabaréban. A történet egy hirtelen fellobbant testi vágyon alapuló szerelmi háromszög, amely a reneszánsz korban játszódik, de légkörével a 20. század eleji Budapest világát idézi. A színdarabot Krúdy 1913-ban vetette papírra, Kenessey pedig 1934-ben vagy 1942-ben láthatott hozzá a komponáláshoz. Az operát külföldön nem játszották, 1947-ben a Szegedi Nemzeti Színház viszont műsorra tűzte, majd az Operaház az 1950-es években még egyszer felújította. Azóta eltűnt a repertoárról ez a jobb sorsa érdemes remekmű. A Magyar Rádió két alkalommal készített felvételt a műből. Az 1957-ben, a szerző dirigálásával készültet 2001-ben CD-n is megjelentették. A felvétel érdekessége, hogy a női főszereplő azonos a 14 évvel korábbi ősbemutatón is fellépő Osváth Júliával.

## Az opera szereplői és helyszínei
| Szereplő                    | Hangfekvés | Az ősbemutatón   |
| --------------------------- | ---------- | ---------------- |
| Wolfgang, lőcsei polgár     | basszus    | Koréh Endre      |
| Anna, a felesége            | szoprán    | Osváth Júlia     |
| Rotaridesz, zsoldoskapitány | tenor      | Rősler Endre     |
| Hinko, szolga               | tenor      | Szabó Miklós     |
| Első színész                | tenor      | Laurisin Lajos   |
| Második színész             | basszus    | Komáromy Pál     |
| Az őrség parancsnoka        | bariton    | Szomolányi János |
| Egy őr                      | bariton    | Ilyés Sándor     |

- Kórus: városi őrség (férfikar)
- Történik: Lőcse városában a XV. században
- Színhely: Wolfgang otthona
- Játékidő: 1 óra

## Az opera cselekménye
A tél közepén Lőcse városában hóvihar tombol, Wolfgang, a hajdani kereskedő, meleg otthonában szánakozva gondol egykori kollégáira, akiknek most is úton kell lenniük áruikkal. Anna az ablaknál ül és nézi a hóesést. Alkonyodik és a harang is megszólalt már. Wolfgang nyugovóra tér, Anna is szobájába távozik, ám alighogy ez megtörténik valaki zörgetni kezd a kapun. Egy zsoldos kapitány kér bebocsátást és szállást éjszakára a király nevében. Wolfgang ridegen fogadja a kihívóan viselkedő hívatlan vendéget, de a vendégjogot nem tagadhatja meg. Rotarides kényelembe helyezi magát, a ház ura pedig valami ennivaló után néz a számára. Amint Wolfgang eltávozik a pincébe, Anna bújik elő. Hamar kiderül: a fiatal asszony nem a hóesést, hanem a zsoldos katonát nézte az ablakból, aki fagyban és hóesésben rendíthetetlenül ott állt a téren, csakhogy Annát láthassa. Rotarides kedveskedve szól az ifjú feleséghez, akit férje félig gyermekként, félig rabként tartott a régi boltívek alatt. A jelenetet Wolfgang visszatérése szakítja félbe, Anna még idejében besurran a szobájába.
A ház ura semmit sem sejt az iménti jelenetből, de mégsem nyugodt. Rotarides jókedve viszont féktelen. Hinko újabb két hívatlan vendég érkezését jelenti be. A kapitány két vándor komédiást szedett fel, ők kérnek most bebocsátást. Wolfgang elmegy kaput nyitni, Anna újból előjön. Megszédül udvarlója hevétől, engedelmesen omlik annak karjaiba és csókra nyújtja a száját. Wolfgang az utolsó pillanatban tér vissza és persze elönti a méreg. Hinkót egyből a városi őrségért küldi titokban. Ezután a tűzhelyhez megy és ott nagy titokzatosan elkezd foglalatoskodni.
Eközben a kapitányt a komédiások szórakoztatják játékukkal. Wolfgang nem fecsérli ilyesmikre az idejét: ő alkímiát űz, aranyat akar csinálni. Mikor ezzel elkészül megmutatja a fénylő tallérokat Rotaridésnek, akit elkápráztat azok fénye. Ekkor lép újra színre Anna: fél, hogy szerelmét férje hamis aranyakkal dönti romlásba. De minden hiába: a kapitány már rá sem hederít, csak az aranyaival foglalkozik, amikkel a ház ura jól teletömte a zsebeit. Ekkor érkezik meg az őrség és a kapitány már hiába ocsúdik fel, a hamis pénzek miatt kínhalálra ítélik. Anna az ablakból bánatosan nézi, ahogyan elviszik szerelmét.

## Az opera zenéje
Kenessey nem többre törekedett, mint hogy a prózai szöveget körüllengő atmoszférát zeneileg visszaadja. A történelmi környezet is atmoszférát fest, de mint már említettem a darab légkörével inkább a XX. század elejét idézi. Erről tanúskodnak a zenei megoldások is: Rimszkij-Korszakov, Debussy, Puccini, Bartók hatását fedezhetjük fel. Az énekszólamok által is megszólaltatott pregnánsabb témákat először mindig a zenekar adja elő. A szereplőket jellemző dallamok vissza-vissza térnek, de nem terhelik a hallgatót mély lélektani elemzésekkel. Az énekszólamok mondikusan parlandósak. A tenorszereplő zárt számai Puccini hatását mutatják: a zenekar fölött deklamál az énekes. Egyes esetekben azonban operettszerű ariosókkal találkozunk.
Az operában egyes részletek kifejezetten a balett divertimento hangján szólalnak meg. Ezek a színpadot ábrázolják, annak stilizált, koreografált világát. nem tűnek mesterkéltnek: beleillenek a nem realista, meseszerű karakterek jellemrajzába. Kenessey egy századfordulás használati típusú darabot akart írni, de nem tekinthető csak egy jelentéktelen epigonnak, aki Puccini, Debussy, Kodály és Bartók megoldásait másolva hozott létre egy kis, egyfelvonásos darabot. Sikerült neki megírnia azt a lírai, magyaros tónusú, elevenséggel bíró szecessziós dalművet, amit a közönség igazi operának, zenedrámának tekint és ami addig hiányzott a magyar opera irodalomból.
Összefoglalva elmondható, hogy a szerző egy igen jól átgondolt szerkezeti elven építette fel operáját. Az egyetlen, egy nap eseményeit elmondó felvonás a szonáta felépítését követi. A tartó pilléreket a hagyományos, zárt zenei formák alkotják (duettek, áriák, ariosok tercettek), ezeket egy melodikus összekötő anyag fűzi össze, és mindeközben a zárt számok szigorúan a drámai kifejezés szolgálatában állnak.

## Diszkográfia
Wolfgang- Losonczy György, Anna- Osváth Júlia, Rotarides-Ilosfalvy Róbert, Hinkó- Kishegyi Árpád, Első komédiás- Fekete Pál, Második komédiás- Domahidy László, Egy őr - Rajna András; Közreműködik: a Magyar Rádió Szimfonikus Zenekarra és a Magyar Állami Operaház férfikara; vezényel: a szerző; Felvétel helye és ideje: Magyar Rádió stúdiója 1957; a kiadás éve CD-n: 2001. Hungaroton, HCD 31983, 1 CD, ADD

## Külső hivatkozások
- Az opera szövegkönyve
- Babay József beszámolója az ősbemutatóról (Film Színház Irodalom 1943. 20. szám)
- Gábri László kritikája az ősbemutatóról (Magyarság 1943. május 9.)
- Dr. Vajkai Aurél kritikája az ősbemutatóról (Esti Magyarország 1943. május 8.)